# Flambirowanie

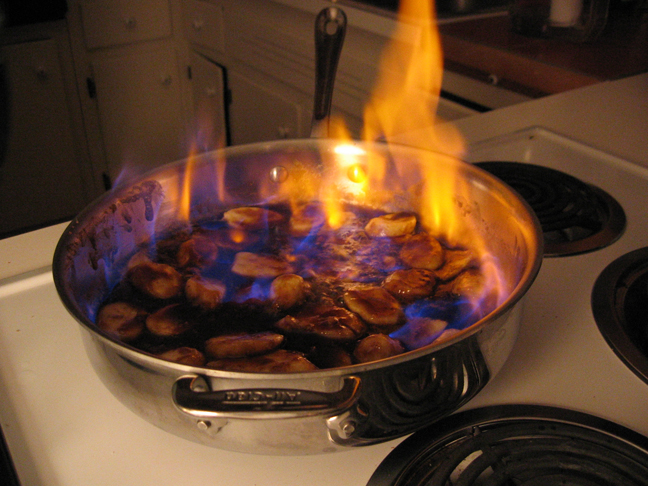
Flambirowane banany

Flambirowanie – sposób podawania potrawy polegający na oblaniu lub skropieniu dania alkoholem i podpalenia go (tzw. płonący półmisek). Flambiruje się między innymi smażone banany lub mięso. Do flambirowania używa się wyłącznie mocnych alkoholi (40–60%).
Flambirowanie to również proces polegający na podpaleniu potrawy w trakcie jej przygotowywania. W kuchniach wschodnich flambiruje się większość smażonych owoców morza oraz ryby. Podpala się tłuszcz, na którym jest smażona potrawa, flambiruje się ją przez około 20-30 sekund, a następnie gasi się ogień, przykrywając pokrywką.